# Perizoma occidens
Perizoma occidens là một loài bướm đêm trong họ Geometridae.